# Carlo Collodi
Carlo Collodi  (pronunciació en italià: /ˈkarlo kolˈlɔːdi/) (Florència, 24 de novembre de 1826 - Florència, 26 d'octubre de 1890) fou un escriptor i periodista italià. Nascut com a Carlo Lorenzini, és conegut sobretot per haver creat el personatge de Pinotxo.

## Biografia
Nascut en una família molt humil, els seus pares eren un cuiner i una mestra d'escola, de molt petit va ser enviat a viure amb una tieta que residia a la vila de Collodi, en plena Toscana. Els bons records d'infantesa que guardà d'aquest poblet el van impulsar a emprar el nom Collodi com a pseudònim. La seva primera escola va ser l'elemental del poble. Després va estudiar al seminari de Val d'Esa i més tard als Escolapis de Florència.
El 1848 es va unir al moviment d'independència i unificació italianes, a les ordres de Mazzini. Després d'estar un parell d'anys treballant com a empleat en una gran llibreria de Florència, comença a treballar com a periodista i ja fa ús del seu pseudònim, Collodi. Amb l'ajuda del seu germà Paolo, que havia aconseguit una bona posició social en ser nomenat director d'una empresa de manufactures, funda aquell mateix any 1848 un diari satíric anomenat Il Lampione. Però serà clausurat l'any següent quan el primer intent d'independència fracassa i torna el Gran Duc Leopoldo.
Després de la clausura del seu diari, Collodi treballa en un diari dedicat exclusivament al món del teatre anomenat Scaramuccia. El 1856 escriu el seu primer llibre titulat Un romanzo in vapore. Da Firenze a Livorno. Guida istorico-umoristica. Aquest llibre el seguí Gli amici di casa. El 1859 tornà a participar en la segona revolta per la independència i unificació d'Itàlia. En aquesta ocasió, la revolta prospera i el Piemont s'annexiona a la Toscana. Això suposa nous aires de llibertat i Collodi pot tornar a obrir el seu diari satíric, Il Lampione, onze anys després de la seva clausura.
Collodi continua la seva tasca literària i escriu algunes obres de teatre i novel·letes d'escàs interès literari. El 1875 comença la seva aventura com a autor de llibres infantils. El seu primer treball en la literatura infantil serà l'excel·lent traducció d'un recull de faules franceses titulat I racconti delle fate, 1875. La tasca li va ser encarregada per l'editorial Piaggi. El llibre va tenir una gran acollida i Collodi comença a crear ell les seves pròpies històries infantils. Com a autor infantil, les seves primeres creacions van ser els set volums de textos educatius que estan protagonitzats per l'entranyable Giannetino (Joanet). Les aventures d'en Giannetino van tenir una excel·lent i es van convertir en els llibres de text més utilitzats en les escoles primàries de tot Itàlia. Collodi escrigué els set volums entre els anys 1877 i 1890.